# Sarni Stok
Sarni Stok – osiedle mieszkaniowe w Bielsku-Białej, w dzielnicy Stare Bielsko, na wschodnich zboczach wzgórza Trzy Lipki.

## Historia

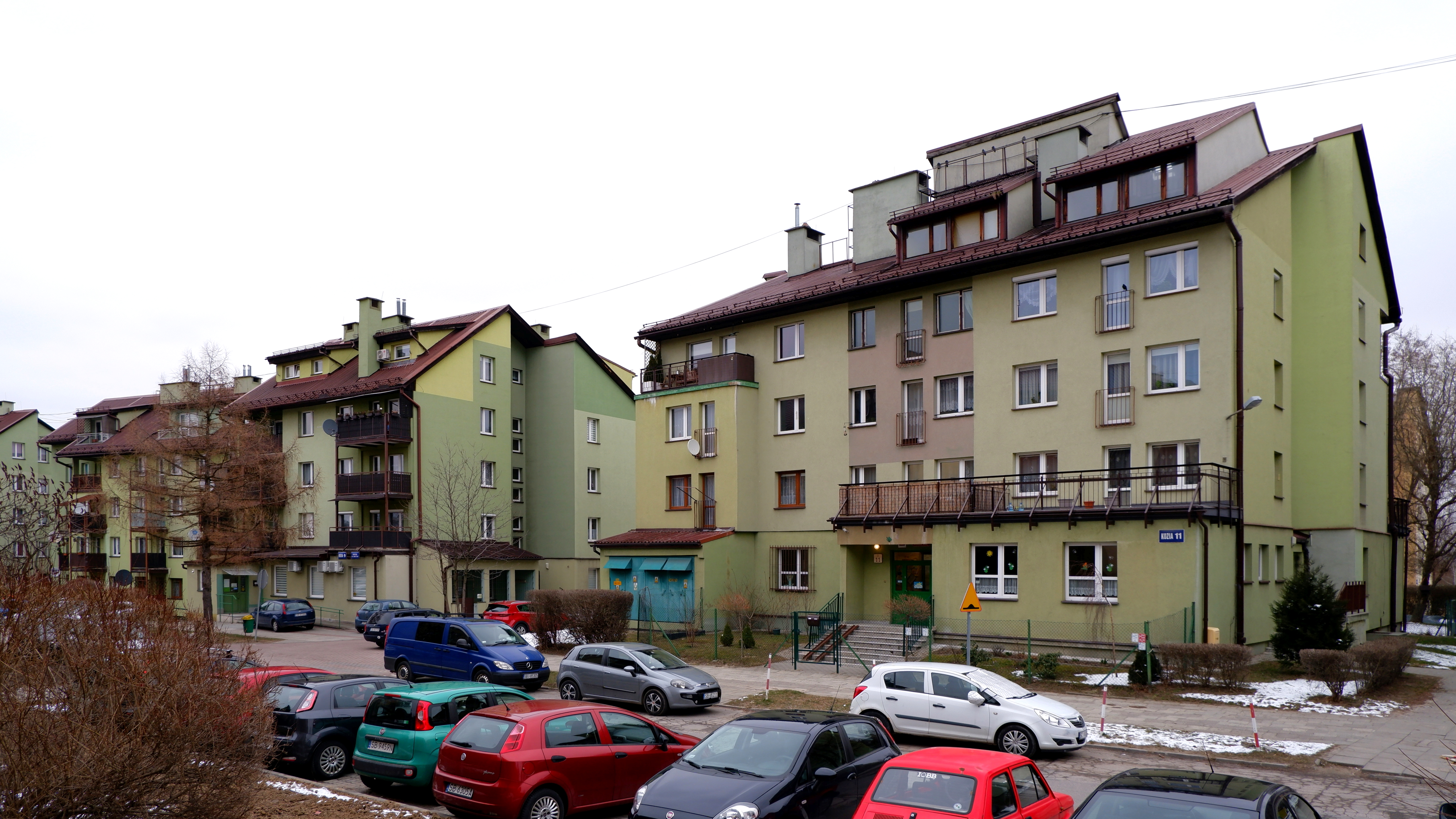
Bloki z lat 90. XX wieku

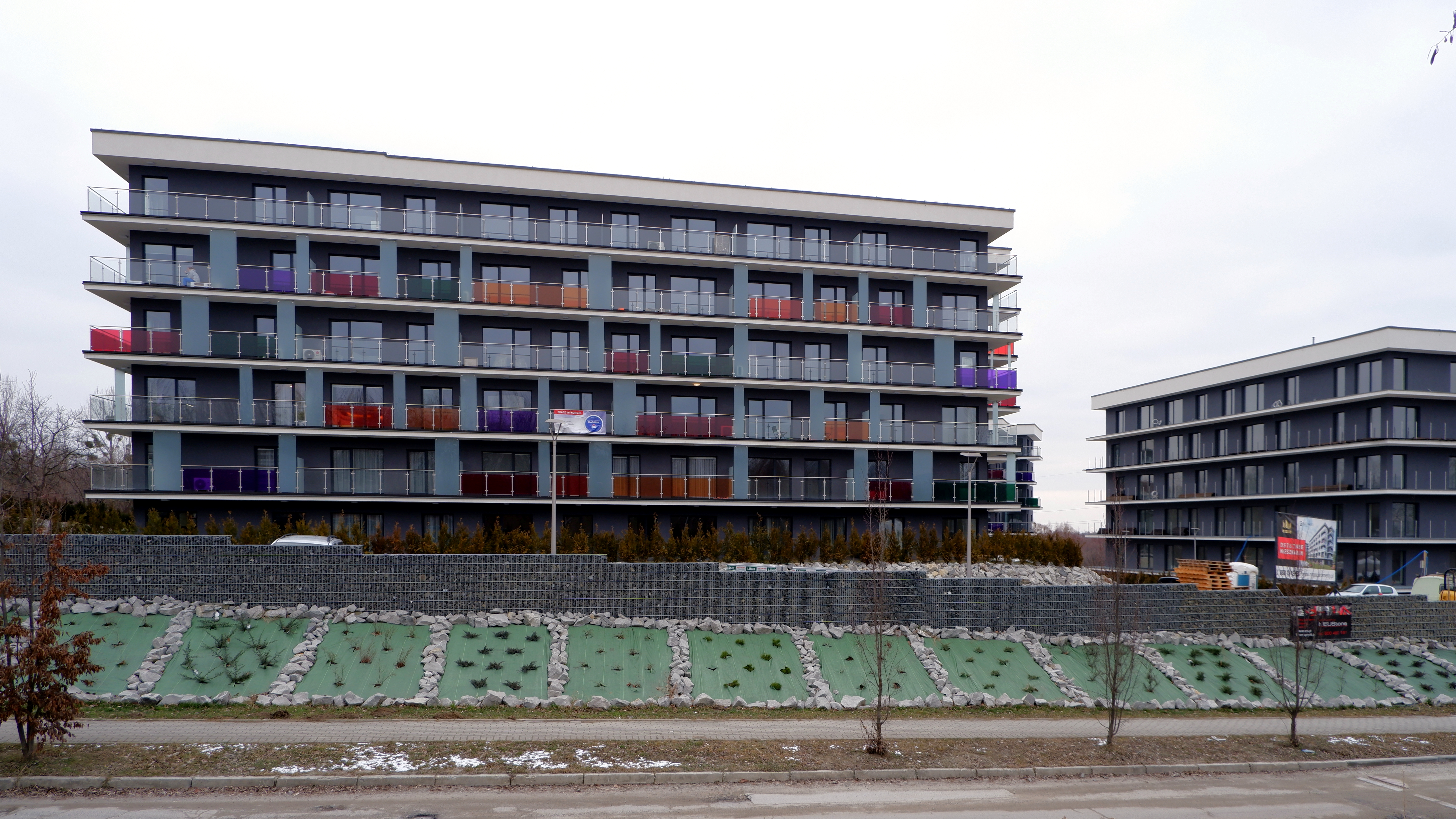
Złote Apartamenty

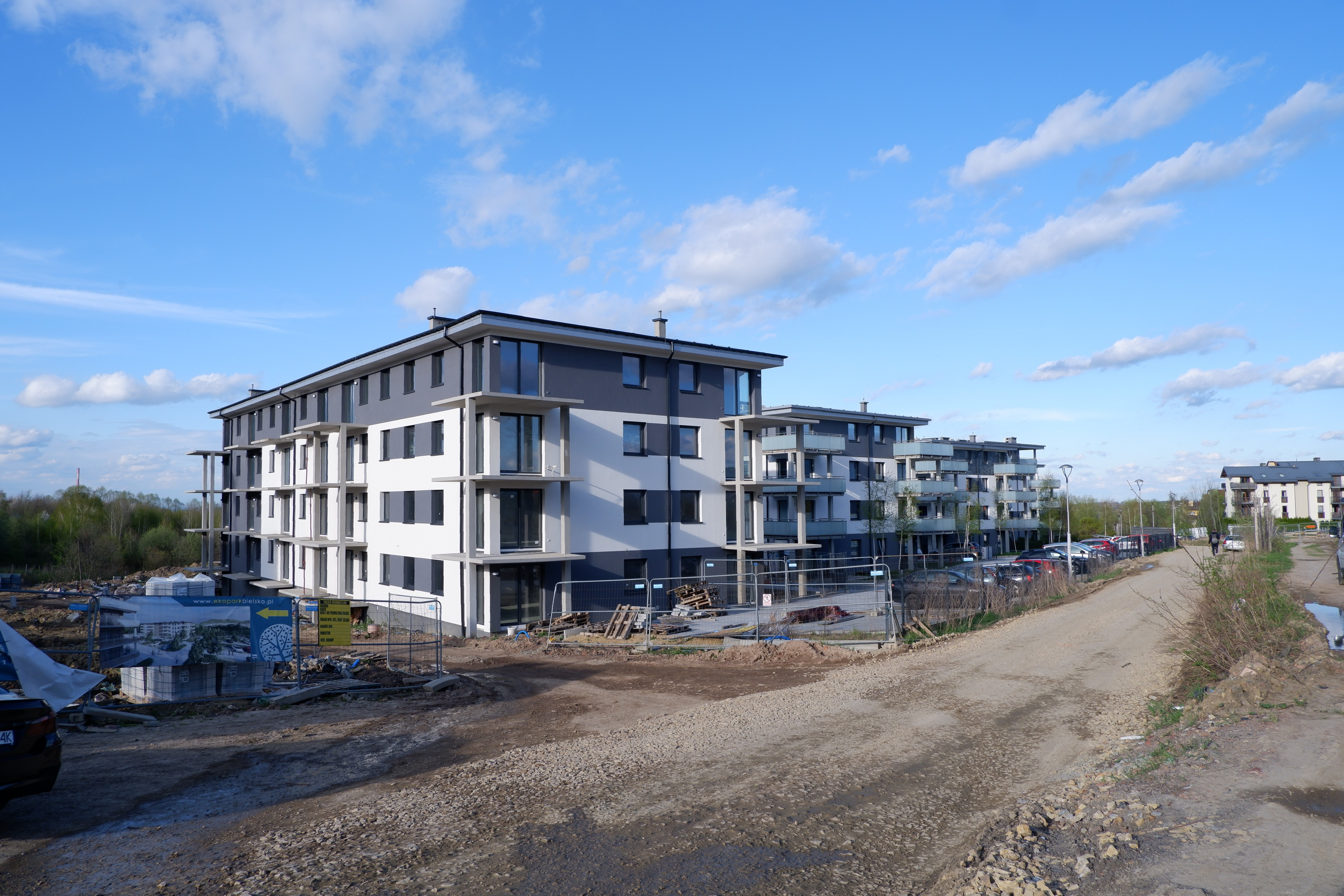
Green Park (kwiecień 2024)

Najstarszą część osiedla stanowią 24 budynki mieszkalne rozlokowane wokół ulicy Koziej, które powstały w latach 1990–1998. Należą do spółdzielni mieszkaniowej „Sarni Stok” założonej na bazie bloków zakładowych i hoteli pracowniczych Fabryki Samochodów Małolitrażowych. Mieszkania – których ostatecznie powstało 515 – miały być przeznaczone dla pracowników FSM (później FCA Poland), w tym obcokrajowców związanych z zakładem.
W XXI wieku kontynuowano rozbudowę osiedla w oparciu o inwestycje deweloperskie. Przed 2009 powstało pięć budynków na odcinku ulicy Sarni Stok równoległym do Koziej oraz jeden przy ulicy Kreciej. W latach 2016–2017 wzniesiono kolejne dwa bloki przy ulicy Sarni Stok. W 2018 rozpoczęła się inwestycja Green Park mająca docelowo obejmować siedem budynków położonych wzdłuż drogi na szczyt na Trzech Lipek; w 2022 media obiegły doniesienia, że została ona nagle przerwana przy szóstym obiekcie, a klienci, którzy już zakupili mieszkania, oskarżają dewelopera DVL Progres o oszustwo. W latach 2019–2021 wybudowano kompleks Złote Apartamenty złożony z trzech budynków w północno-wschodniej części osiedla.

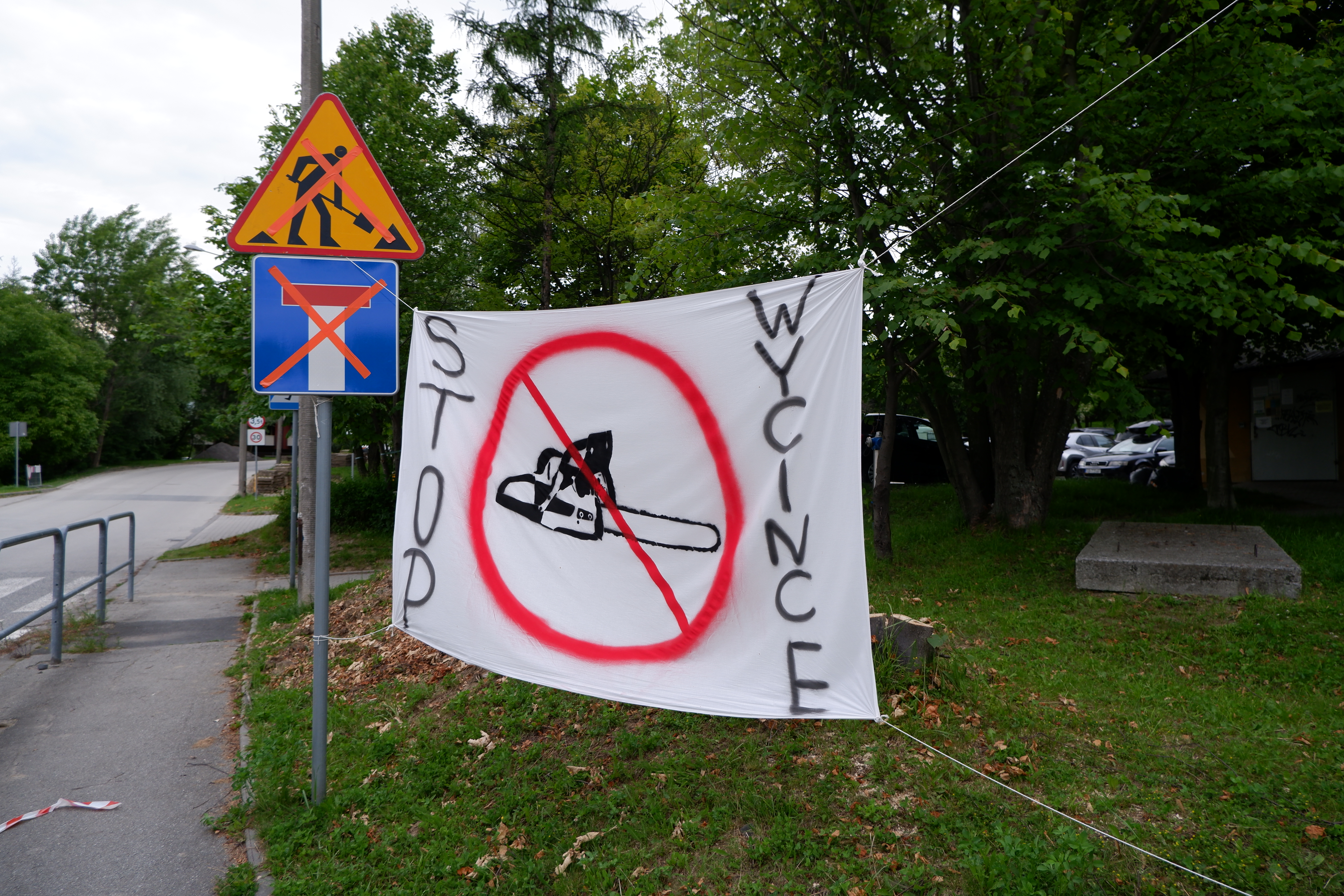
Protest przeciwko wycince drzew w związku z rozbudową osiedla (czerwiec 2025)

Rozbudowie osiedla towarzyszyły protesty społeczne. 17 lipca 2018 na placu budowy Green Parku doszło do wybuchu butli z gazem, w wyniku którego zawalił się trzykondygnacyjny blok w stanie surowym. Sprawca podawał się za przedstawiciela „podziemnej organizacji obronnej Brygada Wschód” i w wysyłanych do mediów listach groził kolejnymi wybuchami, jeśli deweloper nie wycofa się z inwestycji, motywując swój czyn sprzeciwem wobec niszczenia przyrody. W 2022 upubliczniono plany spółki Eko Park należącej do grupy kapitałowej Sobiesława Zasady dotyczące rozbudowy osiedla w kierunku północno-wschodnim, na tereny zielone sąsiadujące z zespołem przyrodniczo-krajobrazowym „Sarni Stok”, co wywołało kolejną falę krytyki i wzmożenie wysiłków lokalnych aktywistów przeciw dalszej zabudowie.

## Komunikacja
Dojazd do osiedla możliwy jest od strony centrum handlowego Sarni Stok lub od strony ulicy Filarowej. W 2008 wybudowana została ulica Sarni Potok, która pełni funkcję obwodnicy od strony wschodniej. 
Pętla autobusowa Osiedle Sarni Stok obsługiwana jest (stan 2025) przez linie autobusowe MZK Bielsko-Biała numer 16, 22 i 57.